# Beaussault
Beaussault is een gemeente in het Franse departement Seine-Maritime (regio Normandië) en telt 369 inwoners (1999). De plaats maakt deel uit van het arrondissement Dieppe.

## Geografie
De oppervlakte van Beaussault bedraagt 18,4 km², de bevolkingsdichtheid is 20,1 inwoners per km².
De onderstaande kaart toont de ligging van Beaussault met de belangrijkste infrastructuur en aangrenzende gemeenten.

## Demografie
Onderstaande figuur toont het verloop van het inwonertal (bron: INSEE-tellingen).